# Dia Mundial del Modernisme
El Dia Mundial del Modernisme és un esdeveniment dedicat al Modernisme o Art Nouveau que se celebra cada any el 10 de juny. El primer Dia Mundial del Modernisme va ser organitzat el 2013 pel Museu d'Arts Aplicades de Budapest (IMM), en col·laboració amb Szecessios Magazin (una revista hongaresa sobre Modernisme). La data seleccionada – 10 de juny – és l'aniversari de la mort de dos famosos arquitectes del moviment, el català Antoni Gaudí i l'hongarès Ödön Lechner. Les activitats del dia Mundial del Modernisme busquen augmentar l'interès del públic general pel patrimoni modernista.
Les dues principals organitzacions internacionals que coordinen el Dia Mundial del Modernisme a Europa són la Ruta Europea del Modernisme – Art Nouveau European Route (ANER), amb seu a Barcelona, i el Réseau Art Nouveau Network (RANN), amb seu a Brussel·les. L'any 2019 l'esdeveniment va rebre el suport de l'Aliança Europea pel Patrimoni.